# Рибозома
Рибозомите са немембранни клетъчни органели, които се срещат, както в прокариотни, така и в еукариотни клетки. Рибозомите заедно с гранулирания ендоплазмен ретикулум и апарата на Голджи участват в синтезата на клетъчни протеини. Рибозомите са изградени от две части, които са свързани помежду си с магнезиеви йони. Състоят се от рибозомна РНК и белтъци. В тях се осъществява процесът на транслация – превеждане на генетичната информация от полинуклеотидния код на нуклеиновите киселини в аминокиселинния код на белтъците.
Изградени са от две субединици – малка и голяма. Малката се състои от 1 вид рибозомна РНК и 33 протеина, а голямата от три вида рРНК (рибозомна РНК) и 49 протеина. В малката субединица има място за залавяне на иРНК (информационна РНК), П-участък за свързване с пептидил-транспортна РНК (т.е. тРНК натоварена с аминокиселина) и А-участък за свързване с аминоацил транспортна РНК (т.е. тРНК, която носи синтезираната част на пептида). В голямата субединица се намира П-участък, чрез който тРНК напуска рибозомата след пренасяне на аминокиселините. Някои участъци от голямата субединица съдържат рибозоми, които катализират образуването на пептидна връзка. Това е пример за каталитичната функция на някои РНК-и.
Нормално, неактивните рибозоми са „разглобени“ – двете субединици не контактуват помежду си. Когато започва процес на транслация с помощта на различни белтъчни фактори, се инициира сглобяване на комплекса между малката и голямата субединица върху молекула матрична РНК. След завършване на синтезата на полипептидна верига активната рибозома се разглабя отново от белтъчен фактор за да може да се започне процеса транслация отново, по този начин може да се каже, че рибозомите се рециклират от различни белтъчни фактори.

Рибозомите се сращат свободно сред цитоплазмата на клетката, или прикрепени към ЕПР (ендоплазмен ретикулум), образувайки гранулирания ЕПР (гранулиран – заради рибозомите). Обикновено рибозомите прикрепени за гаранулирания ЕПР синтезират протеини за нуждите на други клетки. Те се изнасят от клетката под формата на секрети (везикули). Протеините, синтезирани от свободните рибозоми в цитозола, са предназначени за нуждите на клетката. Свободните рибозоми в цитозола могат да бъдат единични, или свързани в групи с информационна РНК, образувайки структури, наречени полирибозоми.